# Ahmad Hidżazi (naukowiec)
Ahmad Hidżazi (Ahmed Gaffer Hegazi, احمد جعفر حجازى; ur. 31 maja 1948 w Al-Mansura) – egipski naukowiec, mikrobiolog i immunolog. Profesor Narodowego Centrum Badawczego Egiptu, prezes Egipskiego Towarzystwa Ochrony Środowiska Produktów Pszczelich i Sekretarz Egipskiego Towarzystwa Apiterapii. Laureat Narodowej Nagrody Naukowej w Naukach Biologicznych (1990).

## Edukacja i kariera zawodowa
W 1973 ukończył studia na Uniwersytecie w Kairze, gdzie uzyskał stopień bakałarza. W 1979 uzyskał stopień magistra, a w 1981 stopień doktora. Od 1990 roku jest profesorem mikrobiologii i immunologii.
Od 1977 pracował w Narodowym Centrum Badawczym Egiptu. W latach 1981–1997 był profesorem Wydziału Medycyny Uniwersytetu w Zakaziku (Az-Zakazik). W latach 1992–1997 pełnił również funkcję sekretarza generalnego Egipskiego Stowarzyszenia Immunologów. W latach 1998–2015 był członkiem Komisji apiterapii Apimondii.
Był członkiem komitetu organizacyjnego „World Immunology Summit-2016” (USA), jest członkiem komitetu organizacyjnego „Vaccines R & D Summit 2017” (Hiszpania).
Ahmad Hidżazi jest redaktorem naczelnym International Journal of Apitherapy i Research Journal of Allergy.
Jest autorem około 200 prac naukowych. Jest w posiadaniu 4 patentów.